# Tram ATM serie 130-139
Le vetture serie 130 ÷ 139 dell'ATM di Milano erano una serie di elettromotrici costruite nel 1941 per l'esercizio sulle linee tranviarie interurbane.

## Storia
Le vetture furono ordinate dalla STEL alle OMS di Padova, poco prima della incorporazione della rete sotto l'ATM; si intendeva migliorare i collegamenti sulla linea più importante della rete, la Milano-Monza.
Le elettromotrici entrarono in servizio nel 1941, e furono poste al traino dei treni diretti. Costituivano le vetture tranviarie più veloci e potenti che abbiano mai circolato in Italia.
Nel 1958, a causa dei lavori di scavo della linea 1 della metropolitana, la tranvia Milano-Monza venne deviata su un nuovo tracciato; il calo di traffico che ne conseguì consentì di trasferire le motrici sulla linea Milano-Carate.
Infine, dal 1963 al 1965, le motrici furono trasformate per allestire i treni bloccati serie 800, progettati per l'esercizio sulla "linea celere" Milano-Gorgonzola.